# Laura Siddall
Laura Siddall (* 10. September 1980 in Nottinghamshire) ist eine englische Triathletin. Sie ist dreifache Altersklassen-Weltmeisterin Triathlon (2011 bis 2013), Europameisterin auf der Triathlon-Langdistanz (2018) und wird in der Bestenliste britischer Triathletinnen auf der Ironman-Distanz geführt.

## Werdegang
Laura Siddall ist Britin und lebt vorwiegend in Neuseeland und Spanien.
Von 2011 bis 2013 wurde sie drei Mal in Folge Triathlon-Weltmeisterin in der Altersklasse 30–34: Im September 2011 auf der Sprintdistanz und dann zwei Mal auf der olympischen Distanz (1,5 km Schwimmen, 40 km Radfahren und 10 km Laufen). 2013 war sie 70.3 Weltmeisterin.

### Triathlon-Profi seit 2014
Seit 2014 startet Siddall als Profi-Athletin. Laura Siddall lebt seit 2014 in San Francisco und wird trainiert von Matt Dixon.
Im Juli 2016 belegte sie bei der Challenge Roth nach 8:51:59 h den vierten Rang – als fünfte britische Athletin erreichte sie eine Zeit unter neun Stunden. Im September wurde sie in Australien Zwölfte bei der Ironman 70.3 World Championship.

### Ironman-Siegerin 2017
Im Februar 2017 wurde sie zum dritten Mal in Folge Zweite beim Challenge Wanaka.
Im Mai konnte sie den Ironman Australia gewinnen und diesen Erfolg 2018 nochmals wiederholen. Drei Wochen später wurde sie in Spanien auf der Mitteldistanz Zweite bei der Challenge Salou. Im Juli 2017 wurde sie Zweite beim Challenge Roth.
Ein Jahr später belegte sie im Juli 2018 nach 8:48:42 Stunden mit neuer persönlicher Bestzeit auf der Langdistanz den vierten Rang. Im September im Rahmen der Challenge Madrid wurde sie ETU-Europameisterin auf der Triathlon-Langdistanz.
Im Mai 2019 konnte die damals 38-Jährige nach 2017 und 2018 zum dritten Mal in Folge den Ironman Australia für sich entscheiden. Im Mai 2022 wurde sie Siebte bei den erstmals außerhalb von Hawaii ausgetragenen und vom Oktober 2021 verschobenen Ironman World Championships.
Im Februar 2024 wurde Laura Siddall Dritte auf der Mitteldistanz bei der Challenge Wanaka Half.

## Sportliche Erfolge
| Datum/Jahr    | Rang | Wettbewerb                                              | Austragungsort | Zeit     | Bemerkung                                                            |
| ------------- | ---- | ------------------------------------------------------- | -------------- | -------- | -------------------------------------------------------------------- |
| 10. Mai 2025  | 9    | Ironman 70.3 St. George                                 | St. George     | 04:27:10 | US-Championships                                                     |
| 17. Feb. 2024 | 3    | Challenge Wanaka Half                                   | Wanaka         | 04:44:22 | Dritte hinter Els Visser und Rebecca Clarke                          |
| 19. Mai 2019  | 5    | Ironman 70.3 Barcelona                                  | Barcelona      | 04:47:28 |                                                                      |
| 2. Sep. 2018  | 2    | Challenge Walchsee-Kaiserwinkl                          | Walchsee       | 04:20:54 |                                                                      |
| 27. Mai 2018  | 2    | Challenge Salou                                         | Cataluña       | 04:16:26 | auf der Mitteldistanz                                                |
| 3. Sep. 2017  | 1    | Challenge Walchsee-Kaiserwinkl                          | Walchsee       |          |                                                                      |
| 10. Dez. 2016 | 2    | Ironman 70.3 Taupo                                      | Lake Taupō     | 04:22:44 |                                                                      |
| 4. Sep. 2016  | 12   | Ironman 70.3 World Championships                        | Mooloolaba     | 04:21:43 | [ 4 ]                                                                |
| 24. Juli 2016 | 1    | Challenge Poznań                                        | Poznań         | 04:14:08 |                                                                      |
| 26. Juni 2016 | 3    | Challenge Galway                                        | Galway         | 04:27:41 | Dritte hinter der Schweizer Siegerin Emma Bilham auf der Halbdistanz |
| 5. Juni 2016  | 3    | Ironman 70.3 Raleigh                                    | Raleigh        |          |                                                                      |
| 12. Dez. 2015 | 3    | Ironman 70.3 Taupo                                      | Lake Taupō     |          |                                                                      |
| 8. Nov. 2015  | 3    | Ironman 70.3 Mandurah                                   | Mandurah       |          |                                                                      |
| 22. Juni 2014 | 3    | Ironman 70.3 Mont-Tremblant                             | Mont-Tremblant |          |                                                                      |
| 1. Juni 2013  | 2    | Ironman 70.3 Hawaii                                     | Hawaii         |          | Zweite hinter Belinda Granger                                        |
| 15. Sep. 2013 | 1    | ITU Short Distance Triathlon World Championship F30–34  | London         | 01:56:54 | Triathlon-Weltmeisterin AG 30–34 (Kurzdistanz)                       |
| 22. Okt. 2012 | 1    | ITU Short Distance Triathlon World Championship F30–34  | Auckland       | 02:15:56 | Triathlon-Weltmeisterin AG 30–34 (Kurzdistanz)                       |
| 9. Sep. 2011  | 1    | ITU Sprint Distance Triathlon World Championship F30–34 | Peking         | 01:08:57 | Triathlon-Weltmeisterin AG 30–34 (Sprintdistanz)                     |
| 11. Sep. 2010 | 2    | ITU Sprint Distance Triathlon World Championship F30–34 | Budapest       | 01:07:49 | Triathlon-Vizeweltmeisterin AG 30–34 (Sprintdistanz)                 |
| 9. Sep. 2009  | 9    | ITU Sprint Distance Triathlon World Championship F30–34 | Gold Coast     | 01:11:50 | Triathlon-Weltmeisterschaft AG 25–29 (Sprintdistanz)                 |

| Datum/Jahr    | Rang | Wettbewerb                                                   | Austragungsort | Zeit     | Bemerkung                                                                |
| ------------- | ---- | ------------------------------------------------------------ | -------------- | -------- | ------------------------------------------------------------------------ |
| 6. Juli 2025  | 21   | Challenge Roth                                               | Roth           | 09:35:08 |                                                                          |
| 2. März 2024  | 7    | Ironman New Zealand                                          | Taupō          | 09:23:07 |                                                                          |
| 14. Okt. 2023 | 16   | Ironman Hawaii                                               | Hawaii         | 08:59:51 |                                                                          |
| 6. Okt. 2022  | 10   | Ironman Hawaii                                               | Hawaii         | 09:07:49 | [ 5 ]                                                                    |
| 7. Mai 2022   | 7    | Ironman St. George                                           | St. George     | 09:08:34 | Ironman World Championships 2021                                         |
| 5. Sep. 2021  | 2    | Challenge Roth                                               | Roth           | 08:25:24 | verkürzte Raddistanz                                                     |
| 15. Sep. 2019 | 3    | Ironman Wales                                                | Tenby          | 09:59:36 |                                                                          |
| 5. Mai 2019   | 1    | Ironman Australia                                            | Port Macquarie | 09:11:59 |                                                                          |
| 23. Sep. 2018 | 1    | ETU Challenge Long Distance Triathlon European Championships | Madrid         | 09:54:33 | ETU-Europameisterin Triathlon Langdistanz im Rahmen der Challenge Madrid |
| 27. Mai 2018  | 4    | Challenge Roth                                               | Roth           | 08:48:42 | persönliche Bestzeit auf der Langdistanz                                 |
| 6. Mai 2018   | 1    | Ironman Australia                                            | Port Macquarie | 09:05:59 |                                                                          |
| 3. März 2018  | 1    | Ironman New Zealand                                          | Taupō          | 09:00:44 | [ 6 ]                                                                    |
| 14. Okt. 2017 | 15   | Ironman Hawaii                                               | Hawaii         | 09:29:51 |                                                                          |
| 9. Juli 2017  | 2    | Challenge Roth                                               | Roth           | 08:51:38 |                                                                          |
| 7. Mai 2017   | 1    | Ironman Australia                                            | Port Macquarie | 09:16:39 |                                                                          |
| 4. März 2017  | 2    | Ironman New Zealand                                          | Taupō          | 09:21:53 | [ 7 ]                                                                    |
| 18. Feb. 2017 | 2    | Challenge Wanaka                                             | Wanaka         | 09:16:11 |                                                                          |
| 17. Juli 2016 | 4    | Challenge Roth                                               | Roth           | 08:51:59 | [ 8 ]                                                                    |
| 5. März 2016  | 4    | Ironman New Zealand                                          | Taupō          |          |                                                                          |
| 20. Feb. 2016 | 2    | Challenge Wanaka                                             | Wanaka         |          |                                                                          |
| 22. Feb. 2015 | 2    | Challenge Wanaka                                             | Wanaka         |          |                                                                          |